# Herbert Gottweis
Herbert Gottweis (* 8. Februar 1958 in Wien; † 31. März 2014 ebenda) war ein österreichischer Politikwissenschaftler.

## Leben
Herbert Gottweis absolvierte ein Politikwissenschaftsstudium an der Universität Wien und der University of Rochester. 1984 wurde er in Wien in Politikwissenschaften promoviert. Er war wissenschaftlicher Assistent und Dozent an der Universität Salzburg, wo er sich auch 1997 habilitierte. 1998 erhielt er einen Ruf an die Universität Wien. Er war Gastwissenschaftler und -professor an der Harvard University (Erwin Schrödinger Fellow), am Massachusetts Institute of Technology (MIT) (Andrew Mellon Foundation Fellow), an der Cornell University, an der Hong Kong University of Science and Technology und der Griffith University in Brisbane (Australien).
Er engagierte sich für die interdisziplinäre Forschungsplattform Life – Science – Governance der Universität Wien und arbeitete mit dem früheren Centre for the Study of Bioscience, Biomedicine, Biotechnology and Society (BIOS) der London School of Economics and Political Science (LSE) zusammen. 
Lehr- und Forschungsschwerpunkte waren die Auswirkungen von Gen- und Biotechnologie auf Gesellschaft und Politik, Policy-Forschung, vergleichende Politikwissenschaft sowie die Politik der EU und im transnationalen Raum. Gottweis war von 2005 bis 2013 Vizepräsident des Wissenschaftsfonds FWF.
Er war verheiratet und hatte zwei Kinder. Gottweis wurde am Hernalser Friedhof bestattet.